# Аморфофаллус Бартлотта
Аморфофаллус Бартлотта (лат. Amorphophallus barthlottii) — клубневое травянистое растение, вид рода Аморфофаллус (Amorphophallus) семейства Ароидные (Araceae).
Вид назван в честь немецкого ботаника Вильгельма А. Бартлотта (1946).
Этот вид является одним из наименьших растений в роду и наименьшим из африканских видов рода.

## Ботаническое описание
Клубень шаровидный или полушаровидный, 2—4 см высотой и 1,5—3 см в диаметре, беловатый, по всей вероятности не образующий побеги.
Катафиллов три, 4—13 см длиной, чешуйчатые, от беловатых до зеленоватых с лёгким розоватым оттенком, внутренний длиннее цветоножки.

### Соцветие и цветки
Соцветие единичное, на короткой цветоножке, появляется раньше листа. Цветоножка 5—9 см длиной, наполовину спрятанная в земле, 1,5—3 мм в диаметре, гладкая.
Покрывало вертикальное, в виде конического мешка 7—9 см длиной и 3,5—4 см в диаметре, трубка и пластинка отделены мелкой перетяжкой. Трубка продолговато-треугольная в боковом сечении, 3,5—5,5 см длиной, 2,5—3,5 см в диаметре, в поперечном сечении округлой формы, снаружи от беловатой до грязно-розоватой или зеленоватой, внутри от фиолетовой до фиолетово-коричневой, с очень короткими (0,4—0,9 мм), рассеянными, похожими на волоски наростами, поверхность между ними от шероховатой до папиллярной, тёмно-фиолетовая, иногда с выпуклыми жилками. Пластинка прямая, 3—4 см длиной, остротреугольная, внутри и снаружи от беловатой до грязно-розоватой, края от гладких до волнистых, с фиолетовыми разводами.
Початок на ножке до 1—3 см длиной, немного длиннее покрывала, 8—13 см длиной. Женская зона цилиндрическая, 1—1,5 см длиной, 4—5 мм в диаметре, цветки скученные или немного расставленные. Мужская зона цилиндрическая, 1,3—2 мм длиной, 2,3—3,5 мм в диаметре, цветки скученные. Придаток удлинённо-конический, заострённый, без перетяжки у основания, равный по диаметру мужской зоне, поверхность от грубой до шероховатой. Соотношение длины женской зоны к длине мужской (0,7—0,8):1. Стерильная зона между мужской и женской отсутствует.
Женские цветки 3—3,5 мм длиной, завязь от шаровидной до яйцевидной, 2 мм длиной и шириной, зелёная или зеленовато-белая, одногнёздная; столбик светло-зелёный, 0,5—1 мм длиной, 0,8—1 мм шириной; рыльце сидячее, слегка двухлопастное, 1,5—2 мм в диаметре, 1 мм длиной, округлое в поперечном сечении.
Мужские цветки 1—1,5 мм длиной, содержат 2—4 тычинок; нити 0,5 мм длиной, свободные; пыльники свободные, от удлинённых до яйцевидных; теки яйцевидные, жёлтые, каждый с одной верхушечной, округлой порой. Пыльца шаровидная, около 50 мм в диаметре, экзина гладкая.

## Распространение
Встречается Африке: Юго-Восточная Либерия, Юго-Западный Кот-д'Ивуар (Национальный парк Таи и пограничные области).
Ареал вида ограничен небольшой областью с очень влажным климатом.